# Olivier Porta
Olivier Porta (ur. 10 czerwca 1975 roku w Paryżu) – francuski kierowca wyścigowy.

## Kariera
Porta rozpoczął karierę w międzynarodowych wyścigach samochodowych w 2009 roku od startów w Francuskiej Formule Renault Campus. Z dorobkiem 151 punktów uplasował się na dziewiątej pozycji w końcowej klasyfikacji kierowców. W późniejszych latach Francuz pojawiał się także w stawce Francuskiej Formuły Renault, Francuskiej Formuły 3, Renault Spider Europe, French GT Championship, FIA GT Championship, 1000 km Le Mans, 24-godzinnego wyścigu Le Mans, French Touring Cup Championship, International GT Open, NASCAR Whelen Euro Series, Euro Racecar NASCAR Touring Series, FIA World Endurance Championship oraz European Le Mans Series.